# Conacul Toroczkai-Betegh din Câmpia Turzii
Un alt edificiu nobiliar impozant din Ghiriș-Sâncrai (datând probabil de la inceputul sec.XIX) a fost conacul contelui Toroczkai Pál, cumpărat apoi de familia de moșieri Betegh Miklos, construcție dispărută în anii 1944-1947. 

## Istoric
Curtea castelului era împrejmuită in partea dinspre drum cu un zid de cărămidă și piatră, de-alungul căruia, înspre interior, se aflau amplasate locuințele slujitorilor („ghiriși”, cum li se spunea atunci).
În toamna anului 1944 (sept.-oct.1944) în Câmpia Turzii, aflată chiar pe linia frontului, au avut loc distrugeri importante, datorate operațiunilor militare de război. Printre construcțiile care au avut de suferit în timpul luptelor a fost si conacul Toroczkai-Betegh. Avariile, precum și degradarea ulterioară a acestui castel abandonat de proprietar (zidurile au fost demantelate de către localnici pentru nevoi utilitare) au fost cauzele distrugerii sale complete. Pe locul unde a fost castelul Toroczkai-Betegh se află în prezent bazinul mic al ștrandului (construit în anul 1973), iar fostele grajduri de lângă castel au fost transformate in anii comunismului în sediu al Stațiunii de Mașini și Tractoare (SMT) (intrarea la SMT este pe str.Teilor, pe partea stângă, spre Arieș, la intersecția cu strada Școlii, pe locul unde strada Teilor face o cotitură de 90° spre strada Școlii).
Conacul a fost demolat în 1947, materialele rezultate fiind folosite la ridicarea Școlii Primare din cartierul Sâncrai (str.Tudor Vladimirescu, colț cu str.Școlii).

## Galerie de imagini

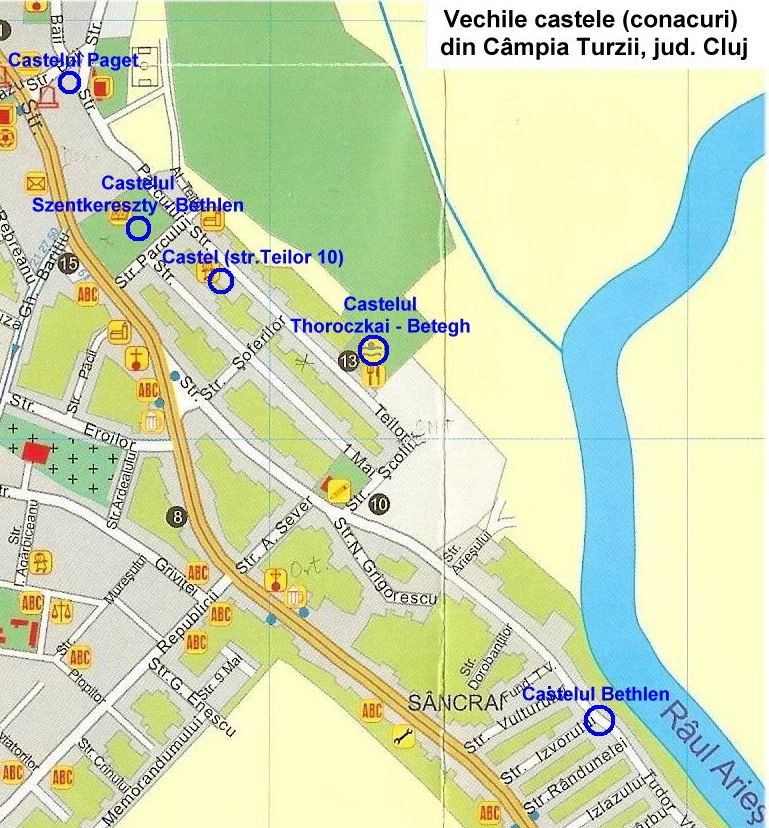
Harta cu vechile castele (conace) din Câmpia Turzii
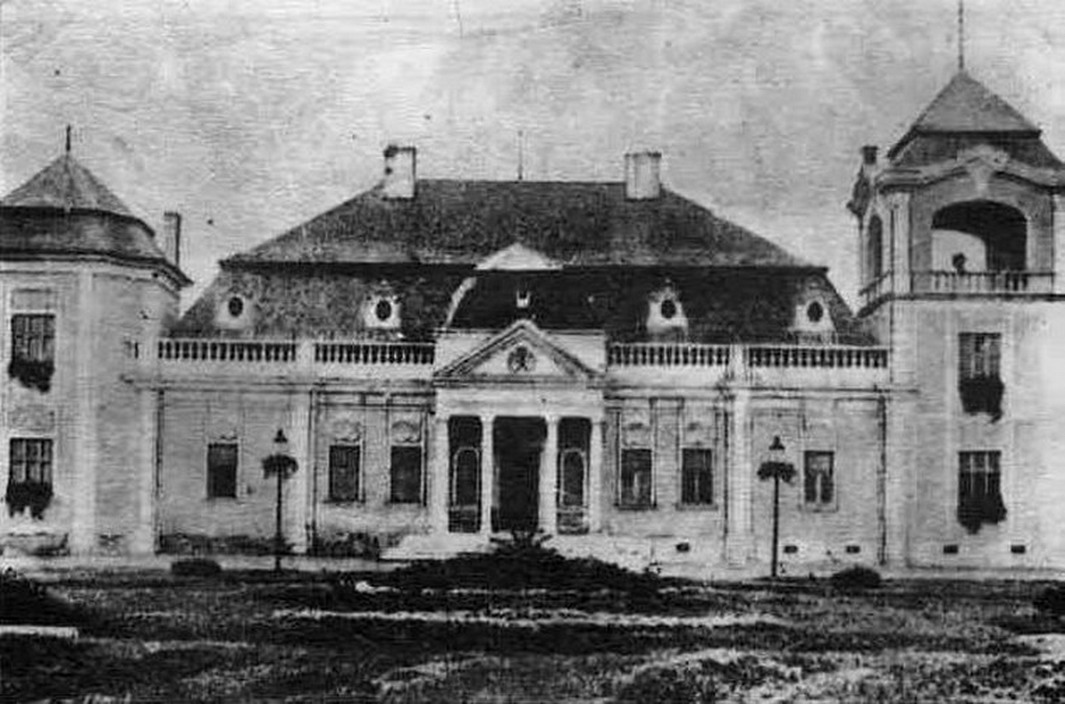
Fostul conac Toroczkai-Betegh